# 馬爾科皮爾
49°51′40″N 25°16′57″E / 49.86111°N 25.28250°E
馬爾科皮爾（羅馬化：Markopil）是烏克蘭西部的村莊，隸屬利維夫州的佐洛奇夫區。該村始建於600年，面積1.21平方公里，海拔高度341米，2001年該村落人口703。